# Розалевка (Подольский район)
Розалевка (укр. Розалівка) — село, относится к Подольскому району Одесской области Украины.
Население по переписи 2001 года составляло 266 человек. Почтовый индекс — 66302. Телефонный код — 4862. Занимает площадь 0,78 км². Код КОАТУУ — 5122985606.

## Местный совет
66363, Одесская обл., Подольский р-н, с. Новосёловка